# Калепарк
Калепарк ((тур. Kalepark), ранее Леонкастрон (итал. Leonkastron) или Гюзелхизар (тур. Güzelhisar, пер. «Прекрасная крепость»)) — средневековая крепость в восточной части города Трабзон, построенная венецианскими и генуэзскими купцами.
Крепость была построена на скалистом обнажении, стратегически выходящем на обе гавани города: западную и восточную.

## История

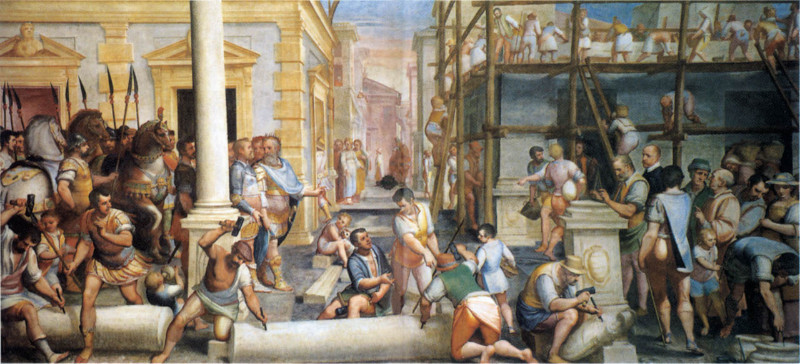
Строительство склада генуэзцев в Трапезунде (Леонкастрон). Фантастическая фреска Лука Камбьязо, написанная около 1571 года. Палаццо Леркари-Пароди в Генуе.

Первоначально купцы договорились с местным правительством о получении земли для ведения своей торговли, однако со временем отношения между правителями Трапезундской империи и купцами стали ухудшаться, в результате чего вопрос контроля над крепостью стал причиной многочисленных конфликтов.
В 1740-х годах на месте крепости был построен дворец для османского губернатора Ахмета Паши. Дворец был разрушен в результате пожара в 1790 году.
Во времена Первой мировой войны замок часто подвергался артиллерийскому обстрелу русскими военно-морскими силами из-за его легкодоступного расположения у побережья Чёрного моря.

## Галерея

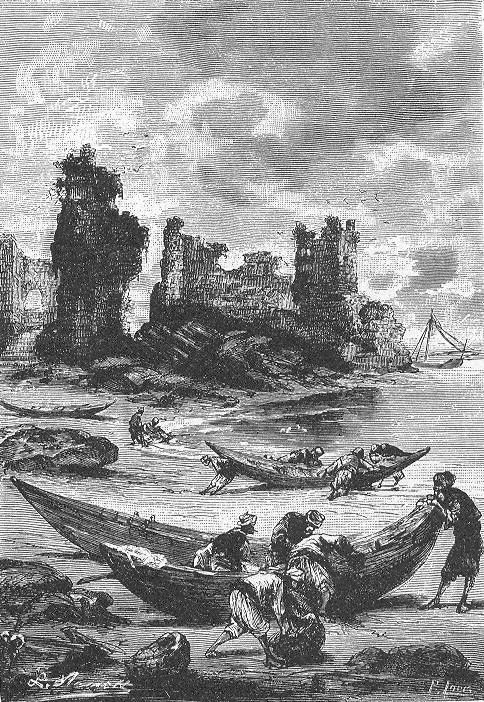
Калепарк, изображенный в романе «Упрямец Керабан» Жюлем Верном
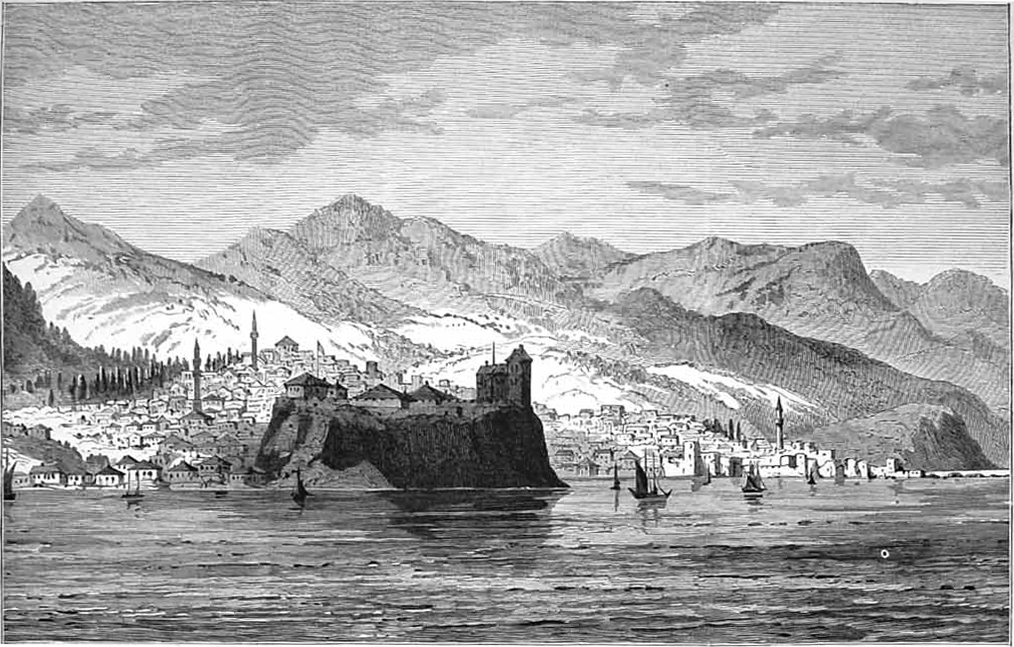
Калепарк занимал видное место в The Illustrated London News за 1895 год.
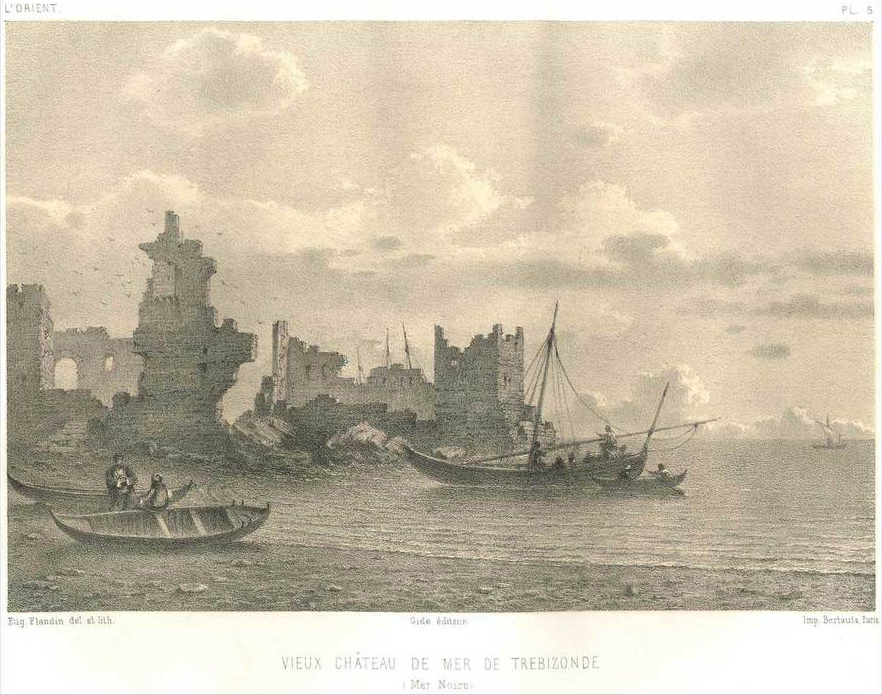
Руины Калепарка.  Рисунок Эжен Фланден.